# Chevrolet Agile
El Chevrolet Agile es un automóvil de turismo del segmento B, que fue producido por el fabricante estadounidense General Motors, a través de su subsidiaria GM-Mercosur, para la marca Chevrolet desde 2009 hasta 2016.
Se trató del primer modelo de la plataforma “Viva”, desarrollado íntegramente en la región, y el inicio de una nueva etapa "family feeling" de la marca. Fue desarrollado en el Centro de Diseño de GM-Mercosur en São Paulo (Brasil), y fue fabricado en la planta que Chevrolet posee en la localidad de Alvear (Argentina). Se fabricaron 347.054 unidades.
El coche fue ideado en un principio para reemplazar en la gama al Chevrolet Corsa de segunda generación, y cuyo montaje usa su misma plataforma (de 1992). Fue el penúltimo representante de la familia de vehículos que deriva su plataforma del Corsa. Ante el éxito del Chevrolet Onix, lanzado en 2012, el Agile se dejó de fabricar anticipadamente.

## Historia
El Agile era un derivado del Concept G-Pix y se trató del primero de una serie de vehículos planeados a partir del llamado Proyecto Viva, que General Motors promocionó para el Mercosur.
De este proyecto se planificó la producción de un hatchback de 5 puertas, un sedán de cuatro puertas, un SUV o todoterreno y una versión liftback de 5 puertas, evaluándose luego las posibilidades de producir un vehículo familiar y una pickup. De todos estos anuncios, finalmente fueron concretados el hatchback de 5 puertas, que fue bautizado como Agile, y años más tarde, una pickup liviana que fue bautizada como Montana. Años más tarde, GM reflotó el proyecto trunco de desarrollar un vehículo familiar, aunque ya sin basarse en el Proyecto Viva, sino utilizando la Plataforma Delta II y teniendo como resultado el monovolumen Spin, el cual fue presentado como sucesor del Chevrolet Meriva.
Volviendo al Agile, este coche fue desarrollado para abastecer a todo el mercado del Mercosur, es el primer modelo de Chevrolet en ser desarrollado íntegramente en esta parte del mundo (Fuera de Norteamérica con su producción propia, y Europa bajo desarrollo y producción de la marca Opel y Asia donde los modelos de Chevrolet derivan de adquirida marca coreana Daewoo)
En 2010 se lanzó la Montana, una camioneta pequeña con su frontal.
Tuvo una buena recepción en ambos mercados y le permitió a la filial argentina exportar y conseguir un poco de “aire” en un momento muy complejo de la compañía.
Su diseño, en el que se destacan su enorme parrilla dividida (un nuevo concepto que Chevrolet implementará en América Latina) su elevada altura respecto a otros modelos de su segmento, lo hace suponer un rival directo para vehículos como el Renault Sandero, aunque también se menciona a otros modelos de menor tamaño como el Volkswagen Fox y el Peugeot 207 Compact, y otros de tamaño y precio similar como el Citroën C3, el Fiat Punto y el Ford Fiesta. Si bien se había anunciado que sustituirá al Chevrolet Corsa de segunda generación, ambos coches fueron puestos a la venta a la par, hasta dar inicio al reemplazo paulatino de dicho Corsa.
En cuanto a su mecánica, el Agile fue equipado con el mismo motor del Chevrolet Corsa 1.4 de primera generación, con el cual comparte plataforma, pero con algunas modificaciones que mejoran aspectos como su potencia máxima. Este motor de 1.4 L de 4 cilindros en línea dispuesto de manera transversal y con tracción delantera. Todo esto acoplado a una caja manual de 5 marchas.

### Restilización y de fin de producción
Para principios de 2012 directivos de Generals Motors afirmaron que el reemplazo de Agile sería un nuevo auto global. Sería fabricado en Argentina en 2015 y puesto a la venta para 2016. No obstante ese mismo año se conoció en Brasil su reemplazante natural el Onix, pero su llegada hacia Argentina se demoró hasta mediados de 2013. Con su llegada El Agile debió ser restilizado para posicionarse por debajo del nuevo auto con el que convivió 3 años.
En el mes de agosto de 2013, GM Argentina lanzó al mercado una segunda fase con rediseño exterior e interior del auto producido en Rosario (Argentina). Este rediseño afectó ligeramente el aspecto interior donde recibió volante multifunción (solo versión LTZ) nuevos tapizados y cambios sutiles en el tablero. Este rediseño es el que, con algunos cambios, se presenta en la edición de estilo deportivo denominada Effect. No se modifica el aspecto estructural que continuó utilizando la plataforma Viva. 
En el aspecto exterior los cambios se focalizaron en los faros, los paragolpes, la parrilla y parte de la trompa. A nivel posterior agrega refractantes en el paragolpes y zonas de contacto para toques de estacionamiento en plástico negro. De esta forma logra modificar la integración de los elementos del sector frontal (paragolpes-faros-parrilla) que era uno de los puntos de crítica. También se modifican las  llantas de aleación ligera en la versión LTZ.
En cuanto a mecánica no hubo novedades y continuó ofreciendo la única variante de un motor naftero 1.4 8v y 92cv, junto a una caja manual de cinco velocidades y reversa.
A nivel seguridad, ofreció como equipamiento de serie frenos con ABS y doble airbag frontal, no se informó de modificaciones estructurales a pesar de la calificación como inestable luego del crash test efectuado en el pasado por la LatinNcap
En 2014 recibe un golpe de gracia ya que el Onix se vuelve un suceso de ventas en Brasil lo reemplaza definitivamente en dicho país. La decisión se explica porque el Agile solo pudo conseguir un 10% de las ventas de las correspondientes del Onix. La canibalización de ventas que sufrió en Brasil se fue reeditando poco a poco en Argentina. Brasil representaba el 85% de la producción de este auto.
En el 2016, como final de ciclo, reduce sus versiones. Las mismas se limitan solamente a dos niveles de equipamiento LS y LT, siendo el máximo de confort alzacristales eléctricos delanteros, aire acondicionado, dirección asistida y cierre centralizado a distancia/en rodaje, las llantas son ahora de chapa de 15 pulgadas.
A pesar de ser un modelo que comenzó a fabricarse exclusivamente en el país con vistas a exportarse a Brasil, Uruguay y Paraguay. En sus últimos meses de vida, el Agile se volcó de lleno al mercado doméstico.
Dos meses antes del final de la vida del Agile los sindicalistas protestaron porque con la salida de este vehículo 800 personas quedarían despedidas por falta de trabajo, ya que el nuevo Cruze no alcanzaría para ocuparlos.

### Fin de producción
El 23 de diciembre de 2016 salió de la línea de montaje de Alvear Argentina el último Chevrolet Agile, totalizando unas 347.054 unidades fabricadas. De este modo la línea queda para exclusividad de producción del Chevrolet Cruze

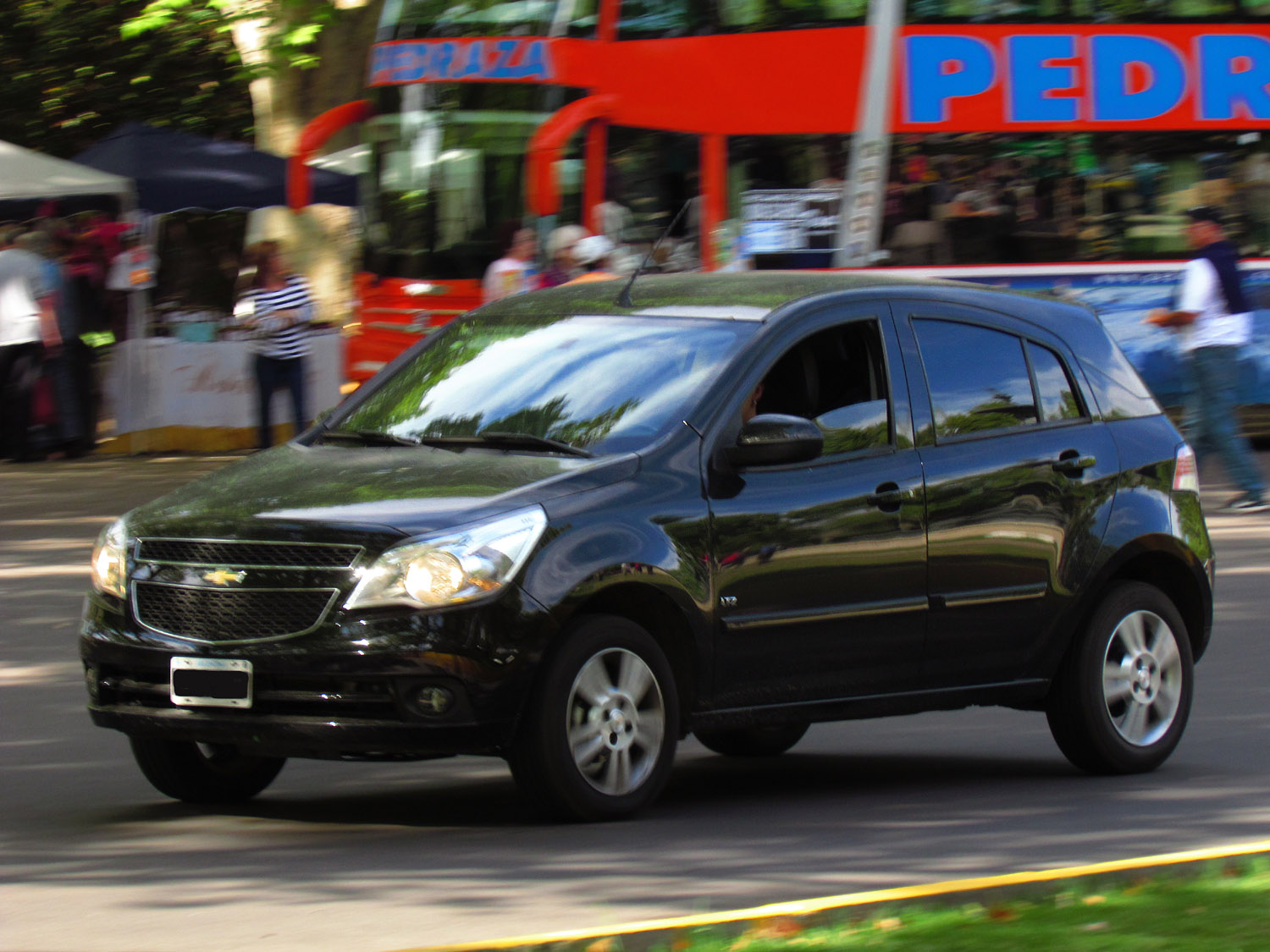
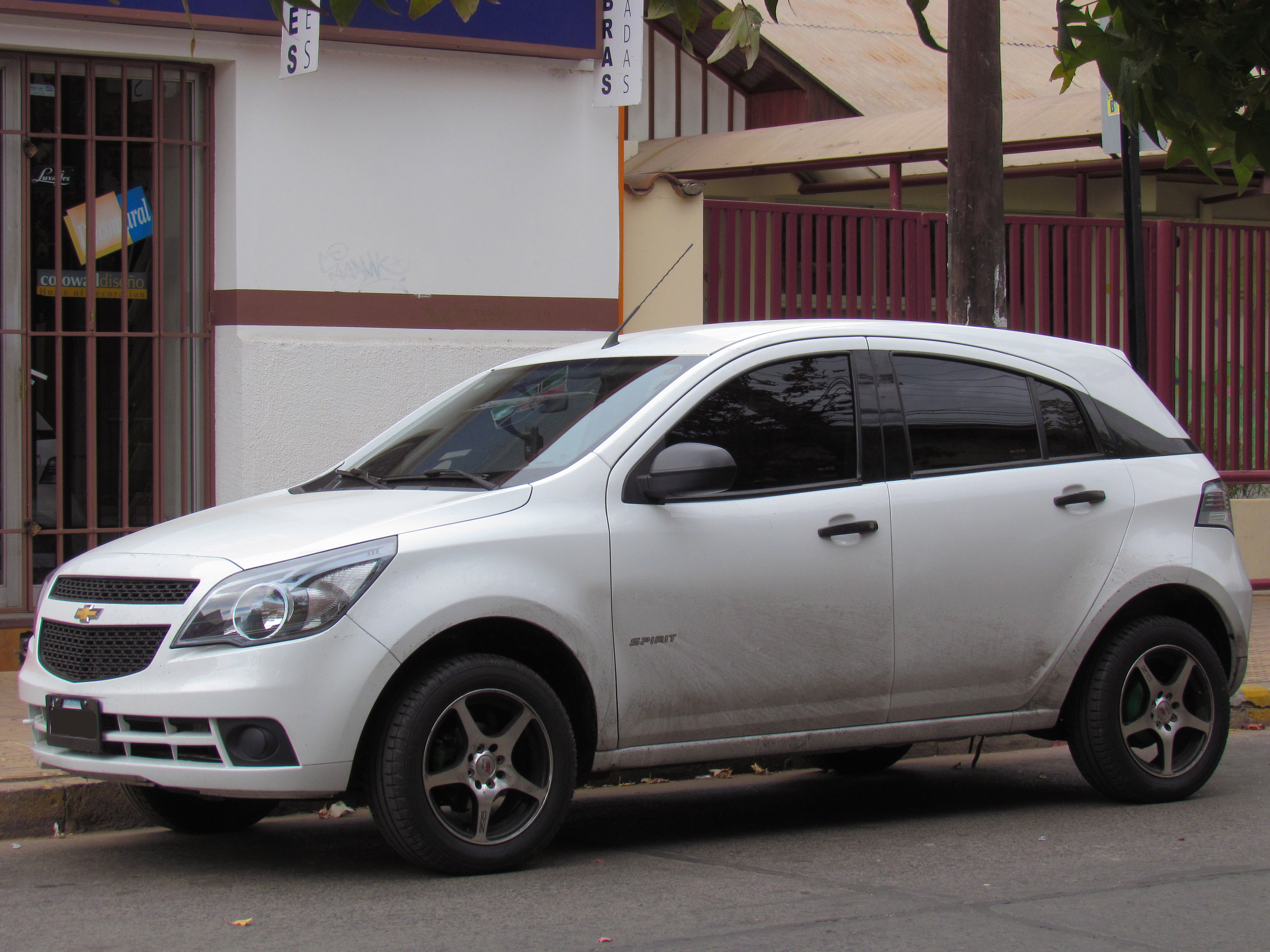
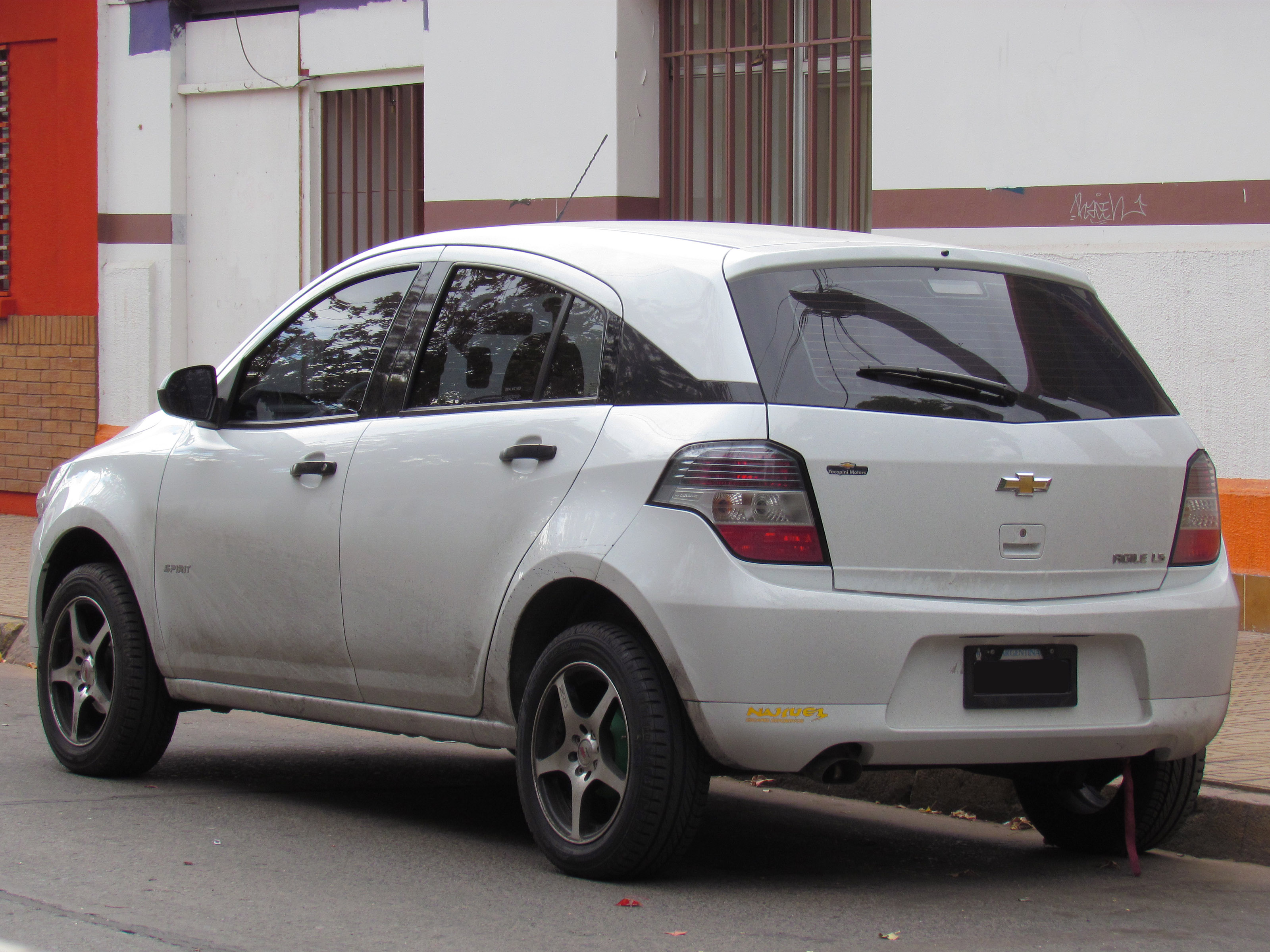
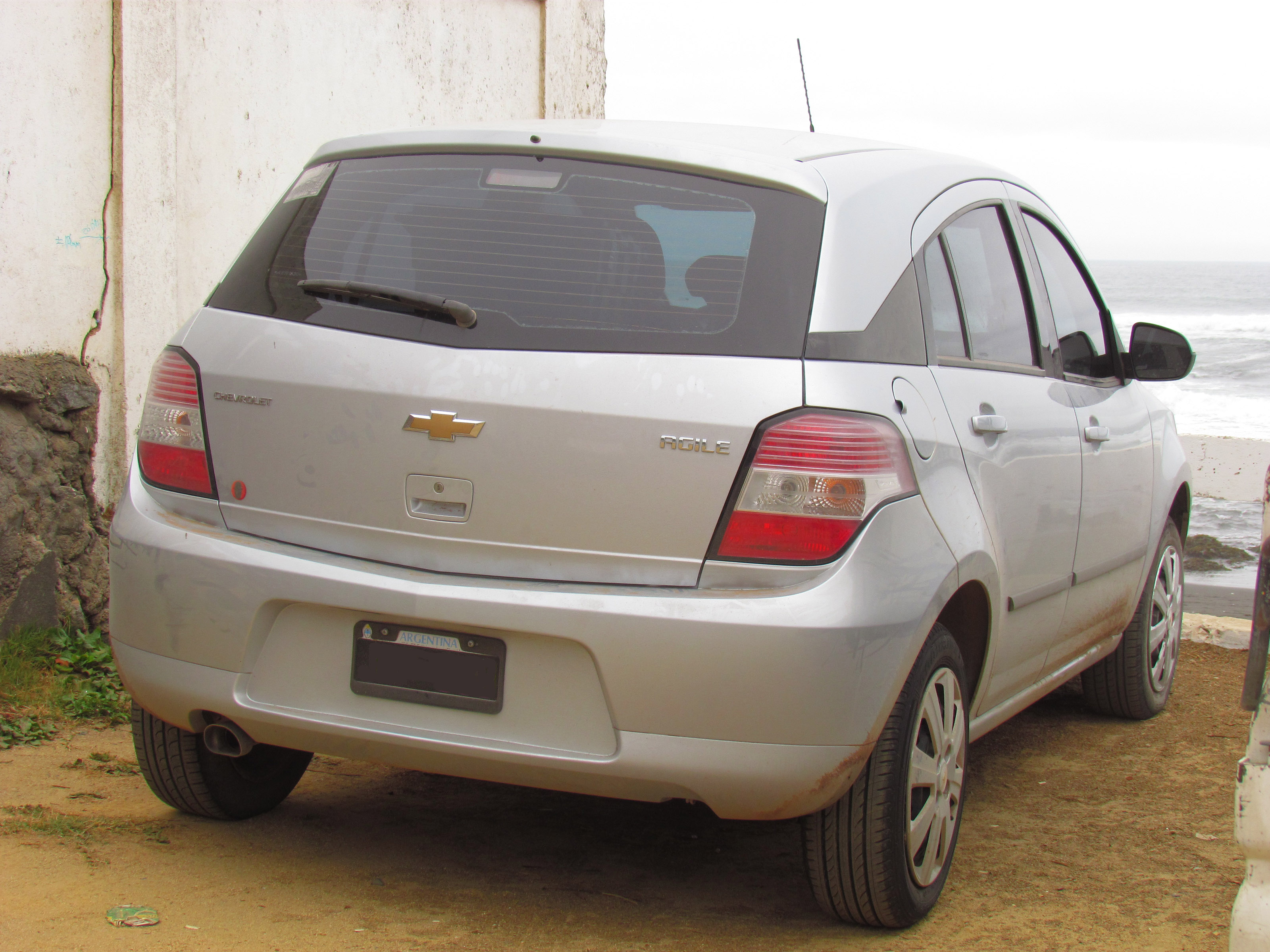
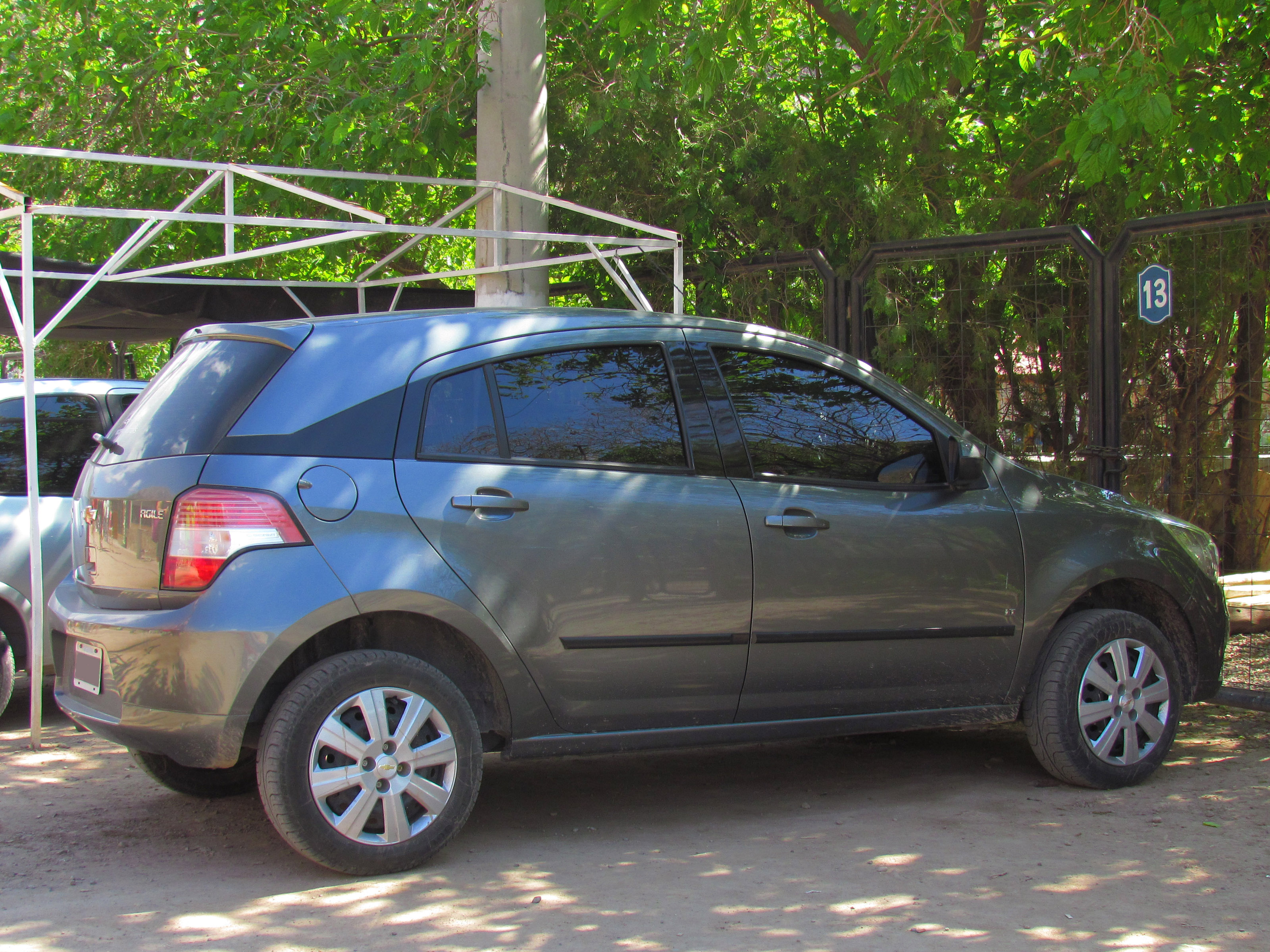
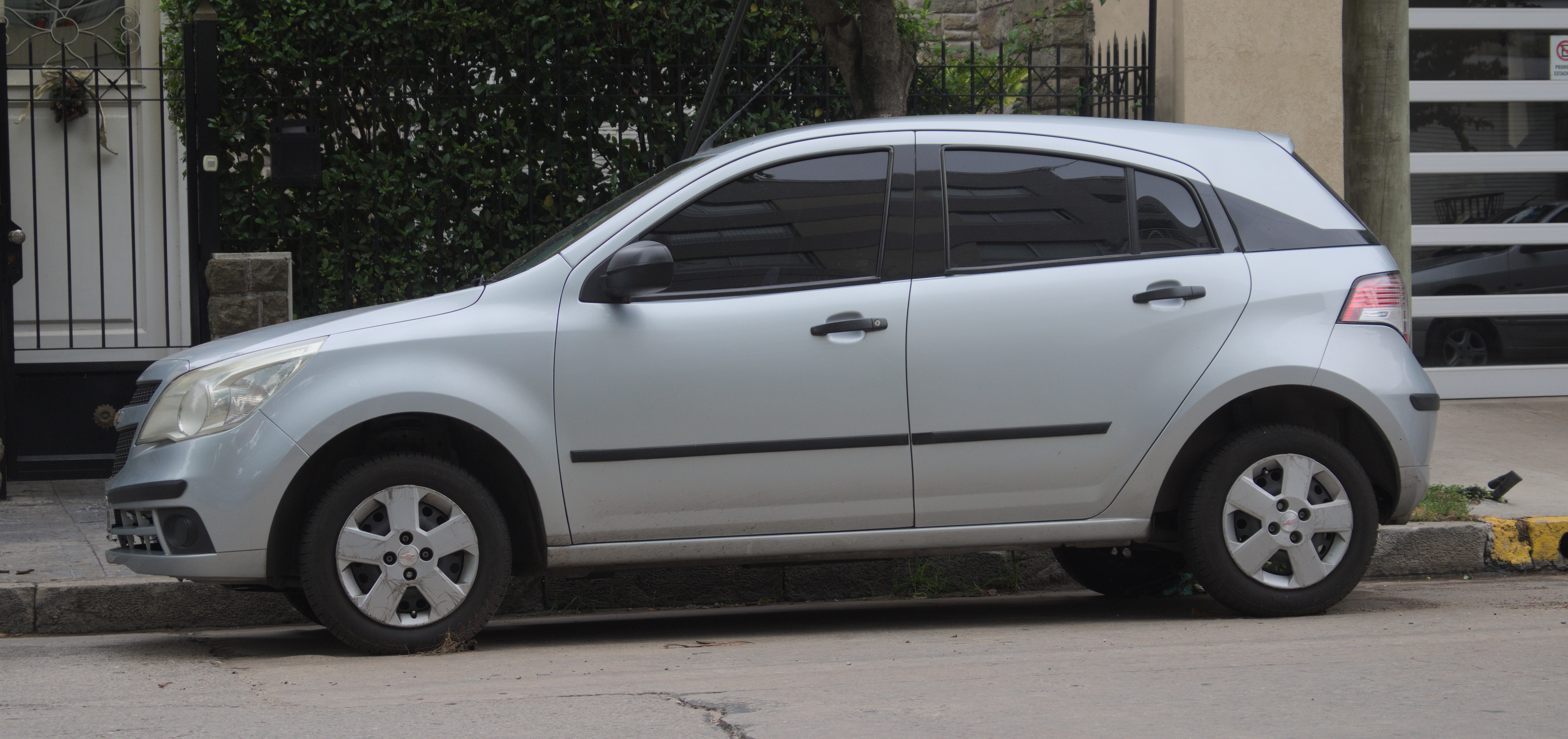

- Imágenes Agile Fase 1:

## Equipamiento
Se presentó en 4 variantes (en 2016 solo se ofrecen las LS y LT), que pueden variar según el año y edición:
* LS: equipamiento de entrada de gama, aire acondicionado manual (display digital), dirección asistida hidraulicamente, encendido automático de luces, asiento del conductor con regulación en altura, asiento trasero rebatible 2/3-1/3, computadora de a bordo, control de velocidad crucero, radio con: CD, MP3, AUX IN, Bluetooth, 2 parlantes+2tweeters, luz de baúl, molduras cromadas en la parrilla delantera, llantas de chapa con embellecedores plásticos (dimensión 185/65 R15)
* LT: gama intermedia. Agrega al equipamiento del LS: Cierre centralizado y de puertas en velocidad, Levantavidrios eléctricos one touch delanteros, columna de dirección regulable en altura, espejos exteriores y manijas de puertas color carrocería, alarma antirrobo.
* LTZ: tope de gama estándar (hasta 2015 donde se discontinua y solo se ofrece como tope de gama el Effect). Se agrega al equipamiento del LT: levantavidrios eléctricos one touch traseros, volante multifunción, faros delanteros con máscara oscura, faros antiniebla delanteros con aro cromado, llantas de aleación en dimensión 195/55 R16.
* Effect: tope de gama con diseño específico (hasta finales del 2015 donde se discontinua y solo se ofrecen los LS y LT). Similar equipamiento al LTZ pero agrega un estilo deportivo exclusivo en lo que refiere a la estética del producto (kit de spoilers y alerón, detalles en color rojo en el interior, monograma "Effect" en tablero y exterior, llantas exclusivas).

## Especificaciones técnicas[8]

### Dimensiones
- Largo total: 3966milímetros
- Ancho: 1918 mm (con espejos) y 1683 milímetros (sin espejos)
- Distancia entre ejes: 2543 mm
- Altura en orden de marcha: 1591 mm (con portaequipajes), 1549 mm (sin portaequipajes)
- Despeje en orden de marcha: 130 milímetros
- Capacidad de tanque de combustible: 54 litros
- Baúl hasta el borde del asiento trasero: 327 milímetros

### Motor
- Combustible: Nafta
- Cilindrada: 1398 cm³
- Potencia máxima: 92 cv CV a 6000 RPM
- Torque máximo: 120 Nm a 3200 RPM
- Alimentación: inyección electrónica multipunto (MPfI)
- Acelerador electrónico: sí
- Transmisión: manual de 5 velocidades y retroceso

### Funcionamiento[10]
- Velocidad máxima: 165 km/h
- 0-100 km/h: 13,9 s
- Consumo medio: 9,6 L/100 km

### Suspensiones y frenos
- Delantera: suspensión tipo McPherson con frenos de discos ventilados
- Trasera: suspensión tipo barra de rolido con frenos de tambor.

### Seguridad
Según año y versión
- Doble airbag Frontal
- Frenos con ABS y distribución electrónica de frenado
- Cinturones delanteros inerciales de tres puntos con regulación en altura
- Aviso de colocación de cinturón de seguridad conductor
- Columna de dirección colapsable
- Aviso de luces encendidas
- Faros antiniebla delanteros
- Inmovilizador de motor
- Tercera luz de stop
- Alarma antirrobo

## Controversias
Se le critica (previo al rediseño 2014):
- El diseño del tablero frontal en general, y particularmente, que invierte los lados en que se ubican generalmente (velocímetro a la derecha)
- Omisiones en la seguridad,[11] quinto apoyacabezas y cinturón inercial. La falta de bolsas de aire en el modelo básico (para cumplir la normativa europea se requiere la "versión LT")[12]
- Carencia de un dispositivo para la apertura del maletero sin la llave de arranque (comparativamente en el rango de precios que tuvo).
- Un poco elevado consumo de combustible para un motor 1.4 L (y más aún en ruta superando los 120 km/h) comparado con otros motores 1.4, y no necesariamente contra autos del mismo segmento pero con mayor cilindrada.[13][14]
- Baja calidad en los materiales utilizados, así como algunas desprolijidades en las terminaciones plásticas.[12]
- Rueda de repuesto de dimensiones  menores que las comunes, pero que no se puede reemplazar porque el espacio para ella está restringido.
- Es uno de los autos más inseguros probados por Latin NCAP, obteniendo solo "cero estrellas" en calificación para ocupantes adultos en el modelo sin bolsas de aire.

## Seguridad
En julio de 2013 (protocolo obsoleto) el organismo de la FIA Latin NCAP, encargado de evaluar la seguridad de los autos que se comercializan en Latinoamérica, presentó en México los resultados de su Fase IV.
En el caso del modelo evaluado de Agile, sin bolsas de aire frontales, el resultado obtenido fue de cero estrellas para pasajeros adultos y de dos estrellas en el caso de pasajeros de niños. Los muñecos registraron esfuerzos elevados durante el ensayo de choque y estructura de la habitáculo del vehículo fue calificada como inestable; también una zona de los pies del conductor presentó exposiciones a riesgos mayores. Las fuerzas sobre la cabeza del conductor resultaron inaceptablemente altas. La protección al pasajero niño obtuvo dos estrellas.
- Desempeño Latin NCAP:[16]

| Ocupantes adultos: | 0/5 estrellas |
| Ocupantes niños:   | 2/5 estrellas |